# 山口竜志
山口 竜志（やまぐち りゅうじ、1985年3月6日 - ）は、日本のアマチュアレスリング選手、元プロレスラー。

## 経歴
倉吉工業高校（現：倉吉総合産業高等学校）でレスリングを始め、拓殖大学では、大学グレコローマン選手権2連覇や学生選手権優勝、天皇杯全日本選手権準優勝などの成績を残した。
学生時代から相手をものともしないパワーの持ち主。2006年に行われた全日本選手権で豪快な首投げで相手を失神させたほどである。
2006年11月、馳浩の紹介で健介オフィスに入団。2007年9月1日、ディファ有明で行われた健介オフィス興行にて諏訪魔戦でデビュー。全日本プロレスには9月シリーズから健介、中嶋と共に参戦しており、いきなり鈴木みのる、小島聡、川田利明、太陽ケア等の大物選手とも相対した。
2007年12月、メキシコでの『ヤングドラゴン杯』で優勝。2008年1月9日の沼津大会で駿河一戦で国内初勝利を挙げた。3月30日プロレスリング・ノア後楽園大会で伊藤旭彦戦でも勝利を収めた。
順調に思えたが、NOAHの熊本大会において、かねてから古傷であった「両足前十字靭帯損傷」を悪化させたため、それ以降の試合を欠場することとなった（この怪我はプロレスが、その引き金を引いたとはいえ、元は学生時代からのもの）。回復には、両膝の手術とリハビリが必要で、治療にも長い時間がかかることや、本人がまだ23歳と若いことも考慮して健介オフィス社長の北斗晶より、引退を勧められた結果、2008年5月15日をもって現役を引退。

## タイトル歴
闘龍門
- ヤンクドラゴン杯優勝（2007年）